# Лагутин, Борис Николаевич (конструктор)
Бори́с Никола́евич Лагу́тин (15 сентября 1927, Москва — 6 ноября 2010, там же) — конструктор ракетного вооружения, руководитель Московского института теплотехники, доктор технических наук, профессор, действительный член РИА и РАРАН. Герой Социалистического Труда (1977), лауреат Ленинской премии и Государственной премии СССР.

## Биография
Родился 15 сентября 1927 года в городе Москве.
В 1944 году окончил среднюю школу, в 1949 году — Московское высшее техническое училище имени Н. Э. Баумана. В 1949 году был распределён инженером-конструктором на предприятие «почтовый ящик № 101» — конструкторское бюро Бориса Шавырина в Коломне.
В 1950 году был переведён в центральный аппарат министерства и назначен старшим инженером Технического управления Министерства вооружений СССР, в 1953 году — начальником сектора в Министерстве оборонной промышленности СССР.
В 1957 году стал главным конструктором технического управления министерства. С 1958 года — начальник отдела в Государственном комитете Совета Министров СССР по оборонной технике. Курировал вопросы разработки военно-ракетного вооружения, одновременно с административной работой сам участвовал в работе специализированного НИИ на одной из кафедр в МВТУ имени Н. Э. Баумана.
Стремление к творческой работе заставило его прервать вполне успешно начатую административную карьеру в Министерстве и перейти на конструкторскую работу.
В 1961 году Борис Николаевич был назначен начальником сектора в НИИ-1 Министерства сельскохозяйственного машиностроения. Работая под руководством замечательного конструктора ракетной техники Александра Надирадзе, Лагутин добился больших успехов в создании подвижных грунтовых ракетных комплексов с твердотопливными баллистическими ракетами. В 1967 году он стал заместителем директора института по научной части и проектированию — начальник специального конструкторского бюро в институте. С 1970 года — первый заместитель директора института — главный конструктор.
Один из ведущих создателей подвижных ракетных комплексов «Пионер», «Темп-С», «Темп-2С». Все эти установки были самыми современными для своего времени и приняты на вооружение.
Указом Президиума Верховного Совета СССР («закрытым») в 1977 году за выдающиеся заслуги в создании продукции специального назначения Лагутину Борису Николаевичу было присвоено звание Героя Социалистического Труда.
В конце 1970-х годов Лагутин стал ведущим конструктором одного из лучших отечественных подвижных ракетных комплексов стратегического назначения «Тополь». Будучи принятым на вооружение в 1985 году, «Тополи» длительное время составляли основу сухопутной составляющей стратегических ядерных сил СССР и России, и поныне успешно несут боевую службу. После кончины Надирадзе в 1987 году назначен Генеральным конструктором и директором Московского института теплотехники. Главный конструктор ракетного комплекса «Тополь-2» (принят на вооружение в 1997 году), не имеющего равных в мире и предназначенного для прорыва многоэшелонированной противоракетной обороны.
Борис Николаевич является автором свыше 350 научных работ и изобретений, 5 книг, 1 монографии.
В 1997 году Лагутин стал почётным Генеральным директором и почётным Генеральным конструктором Московского института теплотехники.
Жил в Москве. Умер 6 ноября 2010 года.Урна с прахом захоронена рядом с могилой супруги  на  4-м участке Армянского кладбища в Москве.

## Награды и звания
- Медаль «Серп и Молот»
- Орден «За заслуги перед Отечеством» III степени (1996)
- Два Ордена Ленина (1977, 1988)
- Орден Трудового Красного Знамени (1971)
- Ленинская премия (1966) — за создание подвижного ракетного комплекса «Темп-С»
- Государственная премия СССР (1981)
- Заслуженный изобретатель РСФСР (1980)
- Почётная грамота Правительства Российской Федерации (29 октября 1997) — за большой личный вклад в разработку и создание новых образцов специальной техники и многолетний добросовестный труд
- другие награды